# Бичок-жаба плямистий
Бичок-жаба плямистий (Mesogobius nigronotatus) — вид риби родини Gobiidae, що поширений в Каспійському морі. Сягає 6 см довжиною. До прісних вод не заходить, мешкає на глибинах до 43 м. Маловідомий вид риби, можливо є синонімом Mesogobius nonultimus.